# Cirrus fibratus

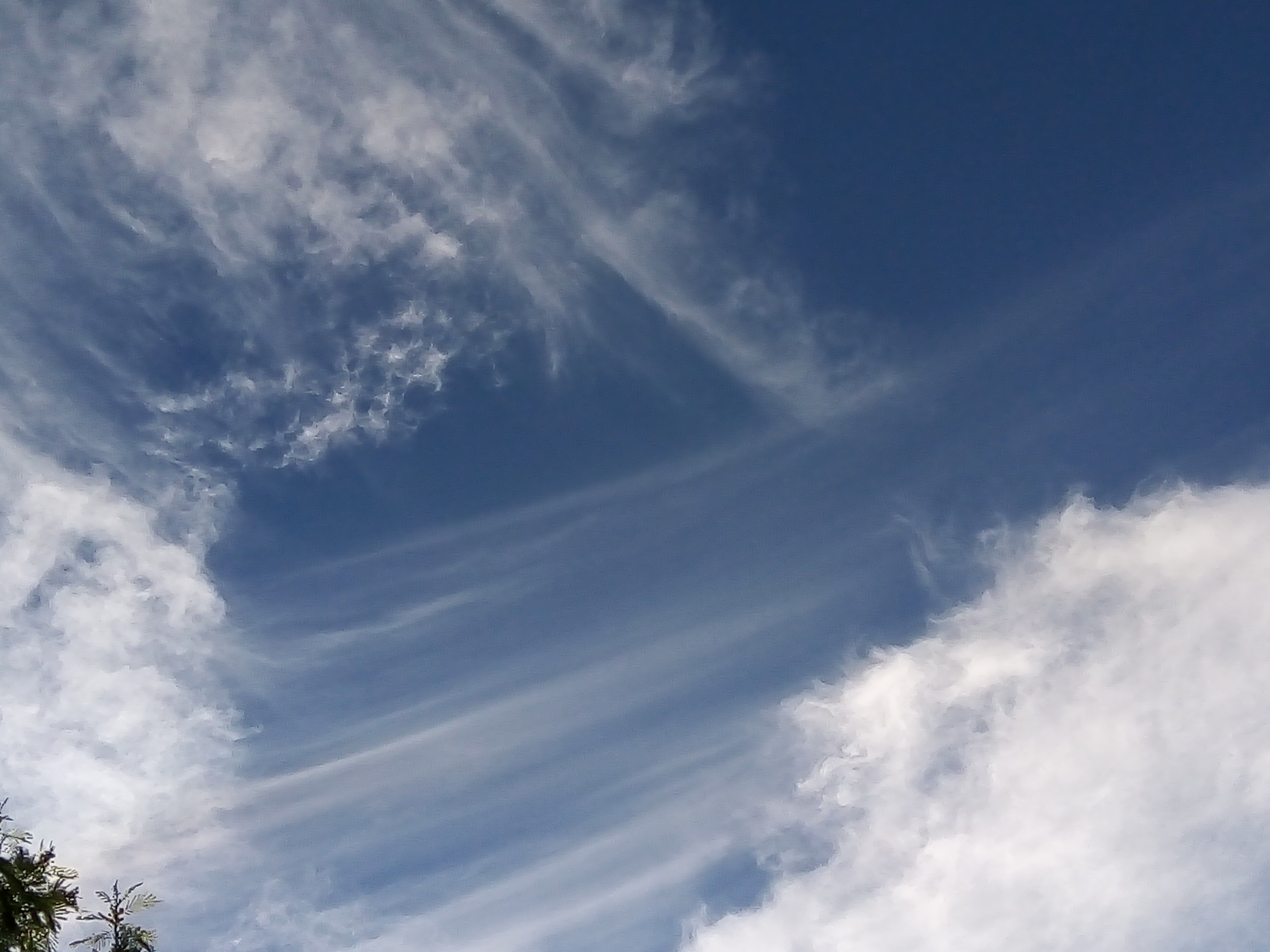
Cirrus Fibratus em um dia frio

Cirrus fibratus, é um tipo de Cirrus, e o nome fibratus vem do latim e significa fibroso. Estas nuvens são semelhantes ao Cirrus uncinus, no entanto os cirrus fibratus não tem tufos ou ganchos Os filamentos são geralmente separados uns dos outros.
Tal como nas outras nuvens cirrus, as fibratus ocorrem nas altas altitudes. Este tipo de cirrus também indicam a aproximação de uma frente quente e também é uma indicação se irá ocorrer chuvas.